# Звёздные войны: Звёздный истребитель
«Звёздные войны: Звёздный истребитель» (англ. Star Wars: Starfighter) — будущая американская эпическая космическая опера режиссёра Шона Леви по сценарию Джонатана Троппера. Фильм снят компаниями Lucasfilm и 21 Laps Entertainment. Кинопрокатом фильма займётся компания Walt Disney Studios Motion Pictures. Это самостоятельная часть франшизы «Звездные войны», действие которой разворачивается через пять лет после событий фильма «Звездные войны: Скайуокер. Восход» (2019). Главную роль в фильме исполнит Райан Гослинг.
Леви начал переговоры о постановке нового фильма франшизы «Звездные войны» в ноябре 2022 года. Разработка была отложена из-за забастовки Гильдии сценаристов Америки в 2023 году и находилась на ранних стадиях в октябре 2023 года. Троппер был нанят для написания сценария в июле 2024 года, а название фильма и кандидатура Гослинга были объявлены в апреле 2025 года. Начало съёмок запланировано на конец 2025 года.
Премьера фильма в США запланирована на 28 мая 2027 года.

## Сюжет
Подробности сюжета держатся в тайне, но известно, что действие фильма развернётся через пять лет после событий фильма «Звездные войны: Скайуокер. Восход».

## В ролях
- Райан Гослинг
- Миа Гот
- Мэтт Смит

## Производство
В ноябре 2022 года Шон Леви начал переговоры о разработке и режиссуре нового фильма из франшизы «Звёздные войны» для Lucasfilm после работы над фильмом «Дэдпул и Росомаха» (2024). Леви подтвердил сделку месяц спустя. Он уже некоторое время общался с президентом Lucasfilm Кэтлин Кеннеди, чтобы заявить о своей страсти к франшизе «Звёздные войны», и был рад приступить к написанию сценария фильма после завершения работы над «Дэдпулом и Росомахой». Леви признал, что многие режиссеры объявляли о разработке фильмов по «Звездным войнам», но не довели дело до конца, но он был уверен, что с его фильмом такого не произойдёт. Разработка только начиналась, когда в мае 2023 года началась забастовка Гильдии сценаристов Америки, которая остановила работу над фильмом. В октябре, после окончания забастовки, Леви заявил, что разработка снова началась. Кеннеди поручила Леви привнести во франшизу сюжет и тон, схожие с его другими фильмами, и он был оптимистичен в том, что сможет снять личный фильм в рамках большой франшизы после того, как сделал это с «Дэдпулом и Росомахой» в MCU. В следующем месяце Дэйв Филони сообщил, что теперь он является главным креативным директором Lucasfilm, после работы исполнительным продюсером различных телесериалов «Звёздные войны», и будет непосредственно участвовать в планировании будущих фильмов и сериалов.
Джонатан Троппер, ранее сотрудничавший с Леви, был нанят для написания сценария фильма в июле 2024 года. В декабре того же года журналист Джефф Снейдер сообщил, что Леви «держит окно» для начала производства в сентябре 2025 года. Он также сообщил, что Дэйзи Ридли повторит свою роль Рей из сиквела трилогии «Звёздных войн» и возьмет на себя роль наставника для мальчика-подростка или юноши, который станет главным героем. Сообщалось, что Ридли также будет играть подобную роль в других фильмах «Звездных войн», которые находились в разработке у режиссера Шармин Обейд-Чина и сценариста Саймона Кинберга. В январе 2025 года Райан Гослинг начал переговоры о том, чтобы сняться в главной роли. Леви планировал стать режиссёром другого фильма, но интерес Гослинга позволил продвинуть этот фильм вперед и начать съёмки в конце 2025 года. Режиссёр и его продюсерская компания 21 Laps Entertainment собирались продюсировать фильм вместе с Кеннеди и Lucasfilm. После успеха фильма «Дэдпул и Росомаха» Леви считался «обязательным и постоянным режиссёром» для Walt Disney Company. В следующем месяце Кеннеди заявила, что фильм Леви станет следующим фильмом франшизы «Звёздных войн» после «Мандалорианца и Гроу» (2026). Она заявила, что фильм будет самостоятельным по отношению к основной серии фильмов «Сага о Скайуокерах», в нём будут в основном новые персонажи, но некоторые герои из сиквела трилогии могут вернуться, и добавила, что действие фильма будет происходить примерно через пять или шесть лет после событий фильма «Звёздные войны: Скайуокер. Восход», последнего фильма «Саги о Скайуокерах». На церемонии Star Wars Celebration в апреле 2025 года фильм получил название Star Wars: Starfighter, что также является названием видеоигры 2001 года; была названа дата премьеры — 28 мая 2027 года; Гослинг был утвержден на главную роль; и Леви подтвердил, что съёмки начнутся в конце 2025 года. Проводился кастинг на роль персонажа-подростка, а также на роли мужчин и женщин-антагонистов. На тот момент Майки Мэдисон отклонила предложение сняться в фильме. В июне Миа Гот присоединилась к актёрскому составу. В августе СМИ объявили, что на роль главного злодея в фильме утверждён английский актёр Мэтт Смит.
Начало основных съёмок запланировано на конец 2025 года в Великобритании.
Премьера фильма в США запланирована на 28 мая 2027 года.